# 鳳凰単欉

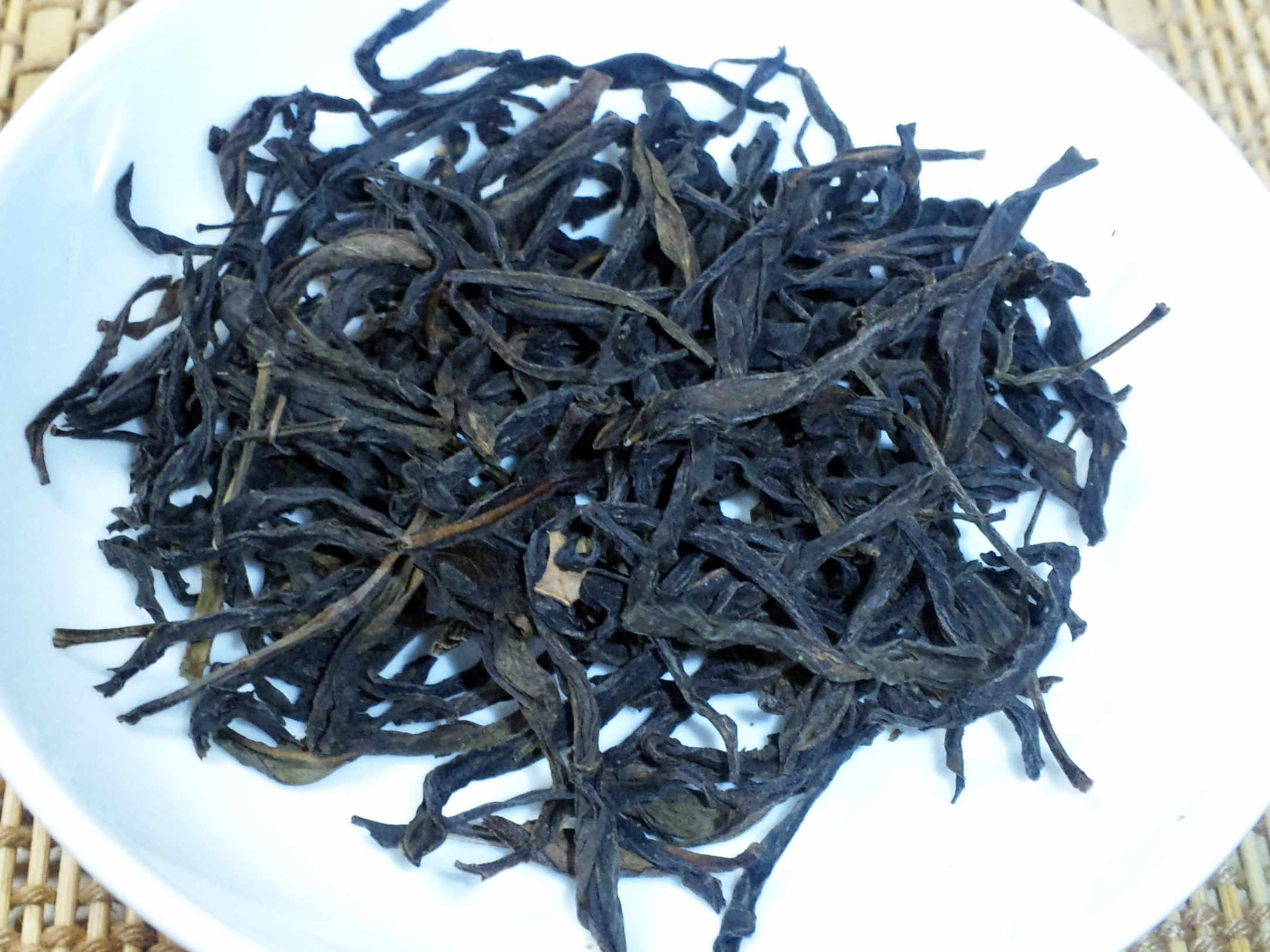
鳳凰単欉の茶葉

鳳凰単欉（ほうおうたんそう、繁体字: 鳳凰單叢、簡体字: 凤凰单丛）は、烏龍茶に分類される中国茶である。

## 概要
中華人民共和国広東省潮州市潮安区の鳳凰山で栽培される茶樹を原料に茶に加工される。
単欉とは、独立した1本の木という意。清末から中華人民共和国成立直後頃までは単独の1本の木から採取した葉だけで製茶し、それ以外の茶葉を一切混ぜない製茶を行っていた。1990年代以降、優良品種が挿し木・接ぎ木などで増やされ、各品種ごとに複数本の木をまとめて製茶するようになった。それと同時期に1本の木のみから作られたお茶は区別するために「単株」と呼ばれるようになった。品種ごとに製茶法が微妙に変えられており、その結果、同じ鳳凰単欉という名を冠した茶葉でも、茶葉を採取する品種・木が違えば、味わいも香りも異なる茶となる。同じ鳳凰単欉の名を冠する茶葉だけでも80種類を超えるとされる。
香りがクチナシに例えられる黄梔香（こうしこう）、キンモクセイに例えられる桂花香（けいかこう）、ブドウ・モモのような果実香が特徴の蜜蘭香（みつらんこう）などの品種がある。鳳凰単欉の広東省の標準では、大きく十種の香型に分けられており、黄梔香型・芝蘭香型・玉蘭香型・蜜蘭香型・杏仁香型・夜来香型・姜花香型・桂花香型・肉桂香型・茉莉香型がある。また香型に分類されない品種も鴨屎香（銀花香）・柚花香・紅蒂・宋種など多数存在する。
なお、嶺頭単欉（れいとうたんそう、別名白葉単欉）は、鳳凰単欉と同じ製法の茶で、広東省饒平県で1961年から生産されるようになった新しい園芸品種である。ただし単欉の苗が流通しており嶺頭村でも鳳凰単欉の品種が育成・製茶されているため、嶺頭単欉と言っても前述とは別の品種の場合もある。

## 特徴
水色は、オレンジ色を伴う黄色。上質なワインや草花、果物のような甘い香りと、わずかに渋さを感じるものの果物にも似た感覚の甘みを伴う。
四季ごとに、茶葉を一芯二葉で収穫し製茶されるが、このうち、春先に収穫された茶場の評価が最も高い。

## 名称の表記について
製茶された茶葉は、その香りや味わいによって、例えられる花の名称などを付加している場合が多い。その表記の方法には二種類ある。『黄梔香単欉』のように『鳳凰』の部分を差し替えて表記する場合と、『鳳凰単欉黄梔香』のように、鳳凰単欉の後ろに付加する場合がある。
ただし、同じ単欉という言葉が使われている茶葉であっても、鳳凰単欉とはまた違う種類の茶葉もある。

## その他
日本では、『欉』の字が文字コードに含まれていないことから、『叢』の字を代わりに使用し、鳳凰單叢あるいは鳳凰単叢の名で販売されている場合がある。